# Eau d'alimentation de chaudière

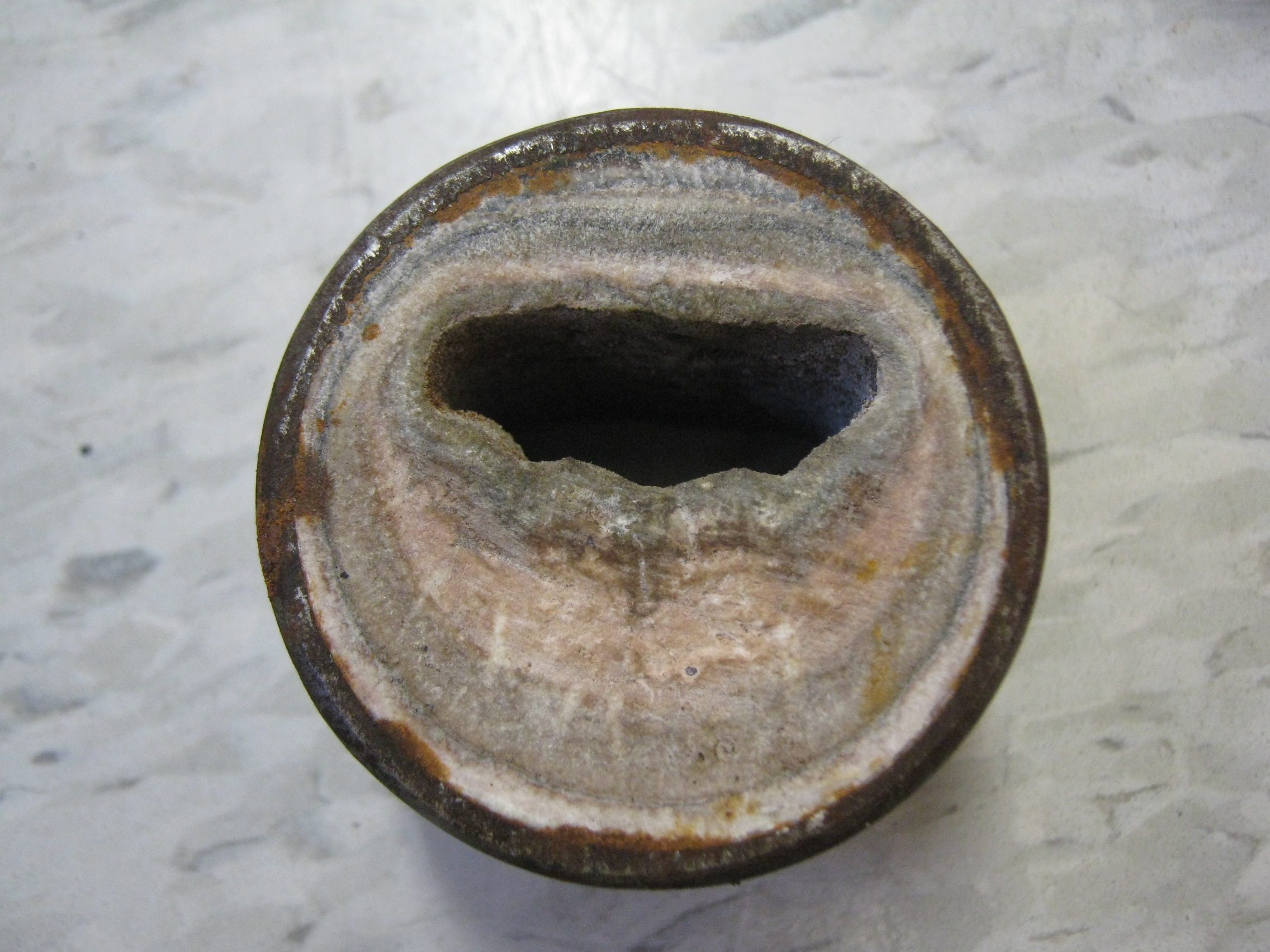
Accumulation extrême de chaudière.(Extreme Boiler Scale buildup)

L'eau d'alimentation de la chaudière (Boiler feedwater) est une partie essentielle des opérations de la chaudière. L'eau d'alimentation, dégazée, est introduite dans le ballon à partir d'une pompe d'alimentation. Dans le ballon, l'eau d'alimentation est ensuite transformée en vapeur à partir de la chaleur. Une fois la vapeur utilisée, elle est ensuite déversée dans le condenseur principal. À partir du condenseur, elle est ensuite pompée vers le réservoir d'alimentation dégazée. De ce réservoir, elle retourne ensuite au ballon pour terminer son cycle. L'eau d'alimentation n'est jamais ouverte à l'atmosphère. Ce cycle est appelé système fermé ou cycle de Rankine.

## Histoire du traitement de l'eau d'alimentation
Au début du développement des chaudières, le traitement de l’eau n’était pas vraiment un problème, car les températures et les pressions étaient si faibles que tartre et rouille ne se formaient pas en grande quantité, surtout si la chaudière était nettoyée et / ou renversée (blown down)”. Il était cependant d'usage d'installer des plaques de zinc et / ou des produits chimiques alcalins pour réduire la corrosion dans la chaudière. De nombreux tests ont été effectués pour tenter de déterminer la cause et la protection possible contre la corrosion dans les chaudières utilisant de l’eau distillée, divers produits chimiques et des métaux sacrificiels. Le nitrate d'argent peut être ajouté aux échantillons d'eau d'alimentation afin de détecter la contamination par l'eau de mer. L'utilisation de chaux pour le contrôle de l'alcalinité est mentionnée dès 1900 et est utilisée par les marines française et britannique jusqu'en 1935 environ. Cependant, dans les chaudières modernes, le traitement de l'eau d'alimentation de la chaudière est extrêmement critique, car de nombreux problèmes peuvent résulter de l'utilisation d'eau non traitée dans des environnements de pression et de température extrêmes; Cela comprend une efficacité moindre en termes de transfert de chaleur, de surchauffe, de dommages et de coûts élevés de nettoyage.

## Caractéristiques de l'eau d'alimentation de la chaudière
L'eau a une capacité calorifique supérieure à celle de la plupart des autres substances. Cette qualité en fait une matière première idéale pour le fonctionnement des chaudières. Les chaudières font partie d’un système fermé par rapport aux systèmes ouverts dans une turbine à gaz. Le système fermé utilisé est le cycle de Rankine. Cela signifie que l'eau est recirculée dans tout le système et n'est jamais en contact avec l'atmosphère. L'eau est réutilisée et doit être traitée pour poursuivre des opérations efficaces. L'eau de la chaudière doit être traitée pour être capable de produire de la vapeur. L'eau de la chaudière est traitée pour empêcher l'entartrage, la corrosion, la formation de mousse et le primage (priming). Les produits chimiques sont placés dans l'eau de chaudière à travers le réservoir d'alimentation chimique pour maintenir l'eau dans la gamme chimique. Ces produits chimiques sont principalement des pièges à oxygène et des phosphates. L'eau de la chaudière a également des purges fréquentes afin de maintenir la teneur en chlorure. Les opérations de la chaudière comprennent également les purges de fond (bottom blows) pour se débarrasser des solides. L'échelle (?) est précipitée des impuretés hors de l'eau et se forme ensuite sur les surfaces de transfert de chaleur. Ceci est un problème car le tartre ne transfère pas très bien la chaleur et provoque une défaillance des tubes en devenant trop chaud. La corrosion est provoquée par l'oxygène dans l'eau. L'oxygène provoque l'oxydation du métal, ce qui réduit le point de fusion du métal. Le moussage et l'amorçage sont causés lorsque l'eau de la chaudière ne contient pas la quantité appropriée de produits chimiques et que des solides en suspension dans l'eau sont transportés dans le tuyau sec. Le tuyau sec est l'endroit où le mélange de vapeur et d'eau est séparé..

## Traitement de l'eau d'alimentation des chaudières/
Le traitement de l'eau de la chaudière est utilisé pour contrôler l'alcalinité, empêcher la formation de tartre, corriger le pH et contrôler la conductivité. L'eau de la chaudière doit être alcaline et non acide, de sorte qu'elle ne gâche pas les tubes. Il peut y avoir trop de conductivité dans l’eau d’alimentation quand il y a trop de solides dissous. Ces traitements de correction peuvent être contrôlés par un opérateur efficace et l'utilisation de produits chimiques de traitement. Les principaux objectifs qui amènent à traiter et conditionner l'eau de la chaudière consistent à échanger de la chaleur sans entartrage, à protéger contre la formation de calcaire et à produire de la vapeur de haute qualité. Le traitement de l'eau de la chaudière peut être divisé en deux parties. Ce sont un traitement interne et un traitement externe. Le traitement interne concerne l'eau d'alimentation de la chaudière et le traitement externe concerne l'eau d'alimentation et le condensat du système. Le traitement interne protège contre la dureté de l'eau d'alimentation en empêchant la précipitation de la calamine sur les tubes de la chaudière. Ce traitement protège également contre les concentrations de solides dissous et en suspension dans l'eau d'alimentation sans amorçage ni moussage. Ces produits chimiques de traitement contribuent également à l’alcalinité de l’eau d’alimentation, ce qui en fait une base qui aide à protéger contre la corrosion de la chaudière. L'alcalinité correcte est préservée en ajoutant des phosphates. Ces phosphates précipitent les solides au fond du tambour de la chaudière. Au fond du tambour de la chaudière, il y a un coup bas pour enlever ces solides. Ces produits chimiques comprennent également des agents antitartre, des piégeurs d’oxygène et des agents antimoussants. Les boues peuvent également être traitées par deux approches. Ce sont par coagulation et dispersion. Lorsqu'il y a une grande quantité de boues, il est préférable de coaguler les boues pour former de grosses particules afin de les extraire de l'eau d'alimentation. Lorsque la quantité de boues est faible, il est préférable d'utiliser des dispersants, car ils dispersent les boues dans l'eau d'alimentation, de sorte que les boues ne se forment pas..

## Désaération de l'eau d'alimentation.
L'oxygène et le dioxyde de carbone sont éliminés de l'eau d'alimentation par dégazage. La désaération peut être réalisée en utilisant des réchauffeurs à désaération (deaerators heaters), des désaérateur  à vide (vacuum deaerators), des pompes mécaniques et des éjecteurs à jet de vapeur (steam-jet ejectors). Dans les appareils de désaération , la vapeur pulvérise l’eau d’arrivée et évacue les gaz dissous. Les désaérateurs stockent également de l'eau d'alimentation prête à être utilisée dans la chaudière. Ce moyen de désaération mécanique est également utilisé avec des agents chimiques de désoxygénation pour en augmenter l'efficacité. Les réchauffeurs à désaération peuvent être classés en deux groupes. Les réchauffeurs à désaération  sont des types à pulvérisation (spray type) et de types plaques (tray type). Avec les appareils de désaération de type plaque, l'eau entrante est pulvérisée dans l'atmosphère de vapeur afin d'atteindre la température de saturation. Lorsque la température de saturation est atteinte, la plus grande part de l'oxygène et des gaz non condensables est libérée. Il y a des joints qui empêchent la re-contamination de l'eau dans la section de pulvérisation. L'eau tombe ensuite dans le réservoir de stockage en dessous. Les non condensables et l'oxygène sont ensuite ventilés dans l'atmosphère. Les composants du réchauffeur de dégazage à plaque (tray) sont constitués d'une coque, de buses de pulvérisation, d'un condenseur à évent à contact direct, de piles de plaques (tray stacks) et de parois interchamères de protection. Le désaérateur de type spray est très similaire au désaérateur de type plateau. L'eau est pulvérisée dans une atmosphère de vapeur et la majeure partie de l'oxygène et des matières non condensables sont libérées dans la vapeur. L'eau tombe ensuite sur l'épurateur de vapeur où la légère perte de pression fait clignoter (flash) un peu l'eau, ce qui aide également à éliminer l'oxygène et les condensables. L'eau déborde ensuite dans le réservoir de stockage. Les gaz sont ensuite évacués dans l'atmosphère. Avec la désaération sous vide (vacuum deaeration), un vide est appliqué au système et l'eau est ensuite amenée à sa température de saturation. L'eau est pulvérisée dans le réservoir, tout comme les désaérateurs  à plaque et à pulvérisation. L'oxygène et les non condensables sont évacués dans l'atmosphère.

## Conditionnement

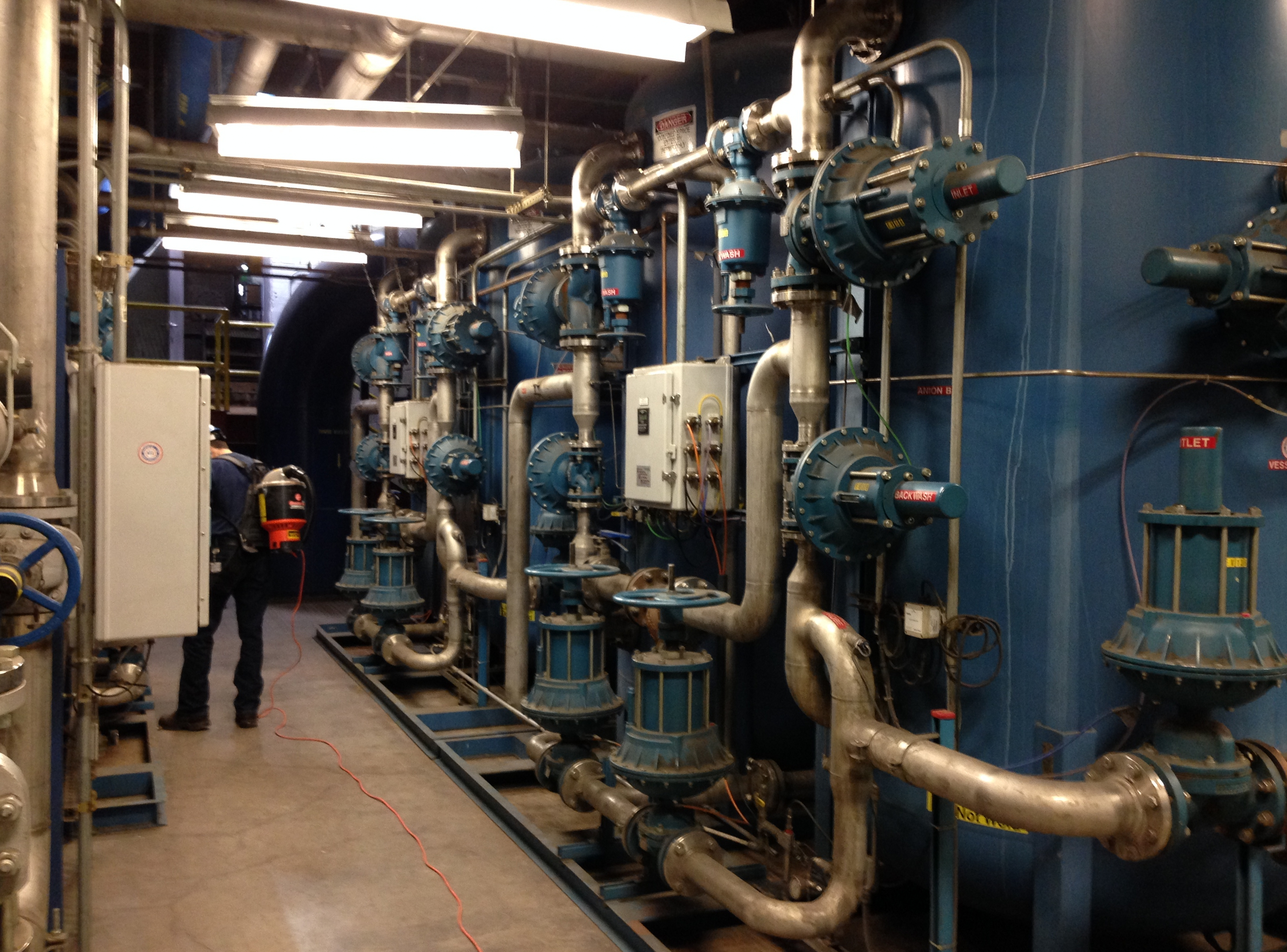
Grands échangeurs d'ions cationiques / anioniques utilisés dans la déminéralisation de l'eau d'alimentation des chaudières.

L'eau d'alimentation doit être spécialement traitée pour éviter les problèmes dans la chaudière et dans les systèmes en aval. L'eau d'alimentation de la chaudière non traitée peut causer la corrosion et l'encrassement.

### Corrosion de la chaudière
Les composés corrosifs, en particulier O2 et CO2 doivent être enlevés, généralement en utilisant un désaérateur. Les quantités résiduelles peuvent être éliminées par voie chimique en utilisant des absorbeurs d'oxygène. De plus, l'eau d'alimentation est généralement alcalinisée à un pH de 9,0 ou plus, pour réduire l'oxydation et favoriser la formation d'une couche stable de magnétite sur la surface de la chaudière, protégeant ainsi le matériau contre la corrosion. Cela se fait généralement en dosant des agents alcalins dans l'eau d'alimentation, tels que l'hydroxyde de sodium (soude caustique) ou l'ammoniac. La corrosion dans les chaudières est due à la présence d'oxygène dissous, de dioxyde de carbone dissous ou de sels dissous.

### Encrassement
Les dépôts réduisent le transfert de chaleur dans la chaudière, réduisent le débit et bloquent éventuellement les tubes de la chaudière. Tous les sels et minéraux non volatiles qui resteront lors de l'évaporation de l'eau d'alimentation doivent être éliminés, car ils se concentreront dans la phase liquide et nécessiteront un «dégonflage» (blowdown, drainage (en)) excessif pour empêcher la formation de précipités solides. Pire encore, les minéraux forment des écailles. Par conséquent, l'eau d'appoint ajoutée pour remplacer toute perte d'eau d'alimentation doit être de l'eau déminéralisée / déionisée, à moins qu'une vanne de purge ne soit utilisée pour éliminer les minéraux dissous.

## Chaudières de locomotive
Les locomotives à vapeur n'ont généralement pas de condenseur, de sorte que l'eau d'alimentation n'est pas recyclée et que la consommation d'eau est élevée. L'utilisation d'eau déminéralisée serait excessivement coûteuse, de sorte que d'autres types de traitement de l'eau sont utilisés. Les produits chimiques utilisés comprennent généralement le carbonate de sodium, le bisulfite de sodium, le tanin, le phosphate et un agent anti-mousse.
Les systèmes de traitement ont notamment été :
- Alfloc, développé par British Railways and Imperial Chemical Industries[7]
- Traitement intégral Armand (TIA), développé par Louis Armand
- Traitement Porta, développé par Livio Dante Porta[8]